# A Capital Performance
A Capital Performance – album koncertowy Elvisa Presleya, składający się z Evening Show (8.30 pm) 8 czerwca 1975 w Jackson w MS. Został wydany w 2002 roku.

## Lista utworów
1. "Comedy Pre-Programm" – 10 czerwca 1975, Memphis, TN.
2. "2001 Theme" – 10 czerwca 1975, Memphis, TN.
3. "See See Rider" – 10 czerwca 1975, Memphis, TN.
4. "I Got a Woman – Amen" – 10 czerwca 1975, Memphis, TN.
5. "Love Me"
6. "If You Love Me"
7. "Love Me Tender"
8. "All Shook Up"
9. "Teddy Bear – Don’t Be Cruel"
10. "Hound Dog"
11. "The Wonder of You"
12. "Polk Salad Annie"
13. "Band Intros"
14. "T-R-O-U-B-L-E"
15. "Why Me Lord"
16. "How Great Thou Art"
17. "Let Me Be There"
18. "American Trilogy"
19. "Little Darlin'"
20. "Mystery Train – Tiger Man"
21. "Funny How Time Slips Away"
22. "Can’t Help Falling in Love"
23. "Closing Vamp"